# Ivrey
Ivrey là một xã trong vùng hành chính Franche-Comté, thuộc tỉnh Jura, quận Lons-le-Saunier, tổng Salins-les-Bains. Tọa độ địa lý của xã là 46° 59' vĩ độ bắc, 05° 53' kinh độ đông. Ivrey nằm trên độ cao trung bình là 449 mét trên mực nước biển, có điểm thấp nhất là 319 mét và điểm cao nhất là 810 mét. Xã có diện tích 6.67 km², dân số vào thời điểm 1999 là 58 người; mật độ dân số là 9 người/km².

## Thông tin nhân khẩu
| 1962 | 1968 | 1975 | 1982 | 1990 | 1999 |
| ---- | ---- | ---- | ---- | ---- | ---- |
| 55   | 62   | 53   | 47   | 48   | 58   |